# مذبحة بالياجوديلا
نُفذت مذبحة بالياجوديلا على يد حركة نمور التاميل (LTTE)، وهي منظمة تم حظرها في 33 دولة بما في ذلك الولايات المتحدة، وأستراليا، والاتحاد الأوروبي، والهند، وكندا بسبب أنشطتها الإرهابية. وكانت هذه أكبر مذبحة للمدنيين المسلمين من قبل نمور التاميل حتى الآن.

## الحادث
مذبحة بالياجوديلا هي حادث وقع في أكتوبر 1991 حيث قام أفراد من حركة نمور التاميل بقتل 166 إلى 171 مسلمًا من الرجال والنساء والأطفال في بالياجوديلا.
وكانت هذه المذبحة نتيجة لتصاعد حدة التوتر بين نمور التاميل والمجتمع المسلم. حيث طلب القرويون في بالياجوديلا من الجيش السريلانكي حمايتهم من ابتزاز نمور التاميل. وأرسلت القوات السريلانكية بنادق للقرويين المسلمين ولكنها لم تكن كافية للتغلب على هجمات نمور التاميل. وشاركت عناصر نسائية من نمور التاميل وجنود من الأطفال في هذا الهجوم.